# Clifford Campbell
Sir Clifford Clarence Campbell (ur. 28 czerwca 1892 w Petersfield w parafii Westmoreland, zm. we wrześniu 1991) – pierwszy urodzony na Jamajce gubernator generalny Jamajki. Funkcję tę pełnił w latach 1962-1973.
Clifford Clarence był synem Jamesa i Blanche (z d. Ruddock) Campbellów. Z zawodu był nauczycielem, a później dyrektorem jednej ze szkół w okręgu Westmoreland. Po objęciu tego stanowiska został aktywistą Jamajskiej Partii Pracy, a następnie służył jako przewodniczący Izby Reprezentantów (niższa izba parlamentu). Po następnych wyborach został wybrany na prezydenta Senatu (wyższa izba). W kilka miesięcy po ogłoszeniu przez Jamajkę formalnej niepodległości w 1962, objął najwyższą funkcję w kraju – gubernatora.